# Kaliumnitrosodisulfonat
Kaliumnitrosodisulfonat (auch Fremys Salz, K2[ON(SO3)2]) ist das Kaliumsalz der im freien Zustand nicht bekannten Nitrosodisulfonsäure. Es wurde 1845 durch Edmond Frémy (1814–1894) entdeckt.

## Darstellung
Nitrosodisulfonate sind Oxidationsprodukte der im freien Zustand ebenfalls nicht bekannten Hydroxylamin-N,N-disulfonsäure. Kaliumnitrosodisulfonat erhält man über die Synthese dieser Säure und deren Oxidation. Dazu versetzt man eine eisgekühlte, wässrige Lösung von Natriumnitrit und Natriumhydrogensulfit mit Essigsäure, wobei sich das entsprechende Hydroxylamin-N,N-disulfonat bildet:
{\displaystyle \mathrm {HNO_{2}+2\ HSO_{3}^{-}\longrightarrow HON(SO_{3})_{2}^{2-}+H_{2}O} }
Dies wird im ammoniakalischen Milieu mit Kaliumpermanganat zum Nitrosodisulfonat oxidiert:
{\displaystyle \mathrm {3\ HON(SO_{3})_{2}^{2-}+\ MnO_{4}^{-}\longrightarrow } } {\displaystyle \mathrm {3\ [\cdot ON(SO_{3})_{2}]^{2-}+\ MnO_{2}+\ OH^{-}+\ H_{2}O} }
Nach Filtration vom ausgefallenen  Braunstein, Versetzen der violetten Lösung mit Kaliumchlorid und Kühlung erhält man Fremys Salz als orangegelbe Kristalle.

## Eigenschaften
Die orangegelb gefärbten Kristalle des Kaliumnitrosodisulfonats lösen sich in Wasser mit violetter Farbe. Im Kristall liegt das Anion dimer vor, in wässriger Lösung dissoziiert es in zwei Radikalanionen (genauer Aminoxylradikale). Kaliumnitrosodisulfonat ist ein starkes Oxidationsmittel, das beispielsweise in der organischen Chemie dazu benutzt werden kann, Phenole in Chinone zu überführen. Der Feststoff ist thermisch instabil, insbesondere mit steigenden Verunreinigungsgrad mit Nitrit.